# 十和田市立三本木小学校
十和田市立三本木小学校（とわだしりつ さんぼんぎしょうがっこう）は、青森県十和田市東三番町にある公立小学校。児童数は516人（2021年5月1日現在）。

## 沿革
- 1873年（明治6年）
  - 7月1日 - 澄月寺を仮校舎として、第七大学区第十六中学区三番小学と称する。
  - 12月 - 校名を三本木小学に改称し、同時に開墾課養蚕室を借り受けて移転。
- 1880年（明治13年） - 中掫分校が開校する（後の西小学校）。
- 1882年（明治15年） - 初等、中等、高等の三科を置く。
- 1886年（明治19年） - 高等小学校を尋常小学校に併置し、三本木高等尋常小学校と改称。同年、校舎狭隘のため、稲荷神社及び澄月寺を借りて仮校舎に充てる。
- 1887年（明治20年）
  - 1月 - 稲生町1丁目の本校付属種芸園に2階建て88坪の新校舎建築移転。
  - 2月1日 - 三本木尋常小学校と三本木高等小学校が各独立校となる（ただし、同一校内で教授）。
- 1892年（明治25年）9月 - 高等小学校を尋常小学校に併合し、三本木尋常高等小学校と改称する。
- 1901年（明治34年） - 中掫分校が独立し、中掫尋常小学校となる（後の西小学校）。
- 1908年（明治41年） - 高等科修業年限を3ケ年に改める。また、三本木図書館を本校に附設する。更に、屋内体操場を新築する。
- 1910年（明治43年）4月 - 裁縫科を置く。
- 1911年（明治44年）6月1日 - 裁縫科を女子実業補習学校に昇格させ、本校附設とする。
- 1914年（大正3年）4月 - 女子修業年限を2ケ年に改める。
- 1916年（大正5年）10月 - 寺向に新校舎完工、全生徒新築校舎に移る。
- 1922年（大正11年）10月18日 - 創立50周年記念式典挙行。
- 1923年（大正12年）3月 - 女子実業補習学校を女子実業学校と改称。
- 1924年（大正13年）4月 - 校歌制定。
- 1926年（大正15年）4月 - 三本木町立実科高等女学校（後の三本木高校）設立のため西側校舎が増築落成。
- 1928年（昭和3年）11月 - 校旗樹立。
- 1930年（昭和5年） - 保護者会設立。
- 1934年（昭和9年） - 養護学級（虚弱児1年1学級）を開設。
- 1935年（昭和10年） - 二宮金次郎像建立。
- 1947年（昭和12年） - 中央校舎増築完成。
- 1941年（昭和16年）4月1日 - 国民学校令により、三本木国民学校と改称。
- 1947年（昭和22年）
  - 4月1日 - 学校教育法により、三本木町立三本木小学校と改称。同日、三本木中学校開校。
  - 5月30日 - PTA発足。
- 1950年（昭和25年）2月10日 - 一本木沢分校を設置。
- 1951年（昭和26年）4月1日 - 一本木沢分校が独立し、一本木沢小学校となる。
- 1953年（昭和28年）
  - 4月1日 - 北園小学校が開校。学区を新設し一部児童が、北園小学校に移籍。
  - 5月 - 特殊学級開設。
  - 11月 - 創立80周年記念式典挙行、記念事業として図書館新築。
- 1955年（昭和30年）2月1日 - 三本木町の市政施行により、三本木市立三本木小学校と改称。
- 1956年（昭和31年）10月10日 - 市名変更により、十和田市立三本木小学校と改称。
- 1959年（昭和34年）
  - 1月20日 - 南分教室開設。
  - 4月1日 - 南分教室が独立し、南小学校（当時は「第三小学校」と称し、同年5月に「南小学校」と改称）となる。
- 1960年（昭和35年）9月14日 - 瀬戸山91番地（現在地）に校舎新築移転、図書館移築。
- 1963年（昭和38年）11月23日 - 創立90周年記念式典挙行。
- 1968年（昭和43年）
  - 5月16日 - 9時48分頃に発生した十勝沖地震により校舎が被害にあう。
  - 7月1日 - ひょうたん池完成。
  - 7月27日 - 杉の子の歌制定。
- 1969年（昭和44年）
  - 2月 - 校舎周囲の側溝工事完了。
  - 4月16日 - 留守家庭学級（現:なかよし会）2学級開設。
- 1970年（昭和45年）
  - 4月 - 学校給食開始。
  - 8月 - 温室完成。
- 1972年（昭和47年）
  - 4月5日 - ことばの教室設置。
  - 10月22日 - 創立109年祭記念式典挙行、記念館落成、百年誌発行。
- 1973年（昭和48年）8月11日 - 同窓会再建総会。
- 1974年（昭和49年）9月28日 - 子どもの森造成。
- 1975年（昭和50年）5月 - 杉の子振興会発足。
- 1976年（昭和51年）
  - 2月28日 - 子どもの森記念碑建立。
  - 4月1日 - きこえの教室設置。
- 1979年（昭和54年）4月1日 - こころの教室設置。
- 1982年（昭和57年）
  - 5月28日 - 創立110年記念植樹。
  - 11月21日 - 創立110年祭記念式典挙行、新校旗樹立。
- 1983年（昭和58年）5月28日 - 新渡戸稲造氏銅像原形を寄贈される。
- 1984年（昭和59年）4月 - 十和田市立中央病院内に、わかくさ学級開設。
- 1993年（平成5年）7月1日 - 防音校舎第一期改築工事開始。
- 1995年（平成7年）6月29日 - 新校舎（南校舎、西校舎）に引越移転。
- 1996年（平成8年）2月23日 - ことば、きこえ、こころの各教室を新特殊教育棟へ引越移転。
- 1998年（平成10年）
  - 8月21日 - 講堂建築。
  - 11月14日 - 校舎落成記念式典、創立135周年記念式典、ことばの教室開設25周年記念式典挙行。同日、校訓制定。
- 2000年（平成12年）4月 - 総合的な学習の時間「杉の子タイム」スタート。
- 2003年（平成15年）10月18日 - 創立130周年記念式典挙行。
- 2005年（平成17年）4月1日 - 全学年に算数のTT導入。
- 2006年（平成18年）
  - 7月10日 - 緊急メールシステム運用開始。
  - 11月6日 - 公式ホームページ開設。
- 2007年（平成19年）9月19日 - 学区防犯パトロール隊発足。
- 2008年（平成20年）8月18日 - グラウンドに照明設備設置。
- 2013年（平成25年）10月12日 - 創立140周年記念式典挙行。
- 2023年（令和5年）10月28日 - 本校講堂にて、創立150年記念式典挙行[1]。

## 学区
出典
- 稲生町（13番〜24番）
- 東二番町（2番・5番〜7番・9番）
- 東三番町
- 東四番町
- 東十二番町（4番〜21番）
- 東十三番町
- 東十四番町
- 東十五番町
- 東十六番町
- 東二十三番町
- 東二十四番町
- 西三番町
- 西十三番町（2番・4番・5番・38番〜63番を除く）
- 大字三本木（字稲吉、字牛泊、字里ノ沢の一部、字野崎、字東小稲）

## 進学先
出典
- 十和田市立三本木中学校 - 東二番町（2番・5番〜7番・9番）、東三番町（1番～4番・5番(1号～24号・51号～55号)）、 西十三番町から通う児童の進学先
- 十和田市立十和田中学校 - 東四番町、東十三番町（47番～51番）、東十四番町、東十五番町、東十六番町、大字三本木（字稲吉、字野崎、字東小稲）から通う児童の進学先
- 十和田市立東中学校 - 先述の学区から、上記三本木・十和田両中学校の通学区域を除いた地域から通う児童の進学先

## 周辺
- 三本木小学校仲よし会 - 同一建物内
- 学研十和田スタディ教室 - 敷地が隣接
- スパークドーム（バッティングセンター） - 敷地が隣接
- サン・ロイヤル十和田 - 敷地が隣接
- 社会福祉法人至誠会第三白菊にこにこ保育園 - 進学前保育園のひとつ
- 瀬戸山公園
- 太素公園
- 十和田市太素塚集会所
- 国道102号線

## アクセス
- 十和田観光電鉄バス・南部バス「一丁目」バス停下車後、「サン・ロイヤル十和田」寄りの学校入口門まで、
  - 元町東・小川原湖畔・三沢・八戸・野辺地・青森行（以上十鉄バス）、十和田市まちなか交通広場・東十一番町行（以上南部バス）のりばから、徒歩約800m・約12分。
  - 三本木営業所・中村・指久保・第一中学校・イオンSC十和田店行（以上十鉄バス）、五戸行（以上南部バス）のりばからは、徒歩約815m・約12分。
- 十和田市役所から、車で約1.7km・約3分。